# Onthophagus propinquus
Onthophagus propinquus là một loài bọ cánh cứng trong họ Bọ hung (Scarabaeidae).